# András Ozsvár
András Ozsvár (Csongrád, 19 febbraio 1957) è un ex judoka ungherese. Vinse la medaglia di bronzo ai Giochi olimpici di Mosca 1980 nella categoria open.
Nel corso della carriera, conquistò anche due bronzi mondiali, due bronzi europei e un argento europeo.

## Palmarès
Olimpiadi
- 1 medaglia:
  - 1 bronzo (open a Mosca 1980)

Mondiali
- 2 medaglie:
  - 2 bronzi (open a Maastricht 1981 e open a Mosca 1983)

Europei
- 3 medaglie:
  - 1 argento (open a Rostock 1982)
  - 2 bronzi (open a Debrecen 1981 e +95 kg a Rostock 1982)